# 范抗
范抗（5世紀—？），南阳順陽（今河南省淅川县李官桥镇）人，順陽范氏第九代。南朝宋其間曾任郢府參軍。在東晉時期曾任安北將軍范汪之五世孫。其父范璩之曾任中書侍郎。有一子范雲曾為南朝梁任刺史、尚書左僕射。

## 參看
- 順陽范氏